# Shuri-Te

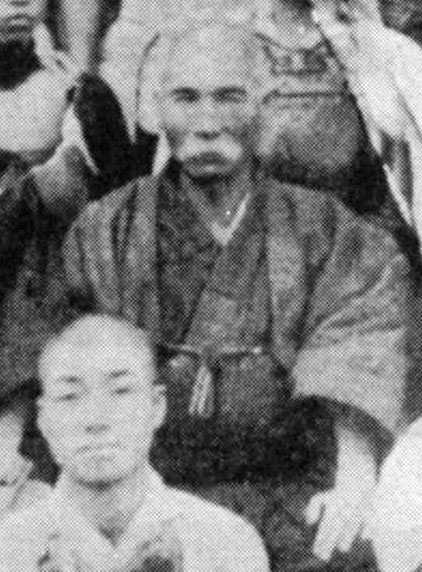
Maestro Itosu, creador del estilo de karate Shuri-Te.

Shuri-Te es un estilo de lucha de Okinawa, parte fundamental del karate.

## Historia
El Te/ tuidi/ to-de nació en el reino de Okinawa aproximadamente en el año 1800 de la mano de Sokon Matsumura, guerrero y guardaespaldas de la dinastía "Sho" de los reyes de Okinawa por más de tres décadas, hasta que el reino fue conquistado por los japoneses.  Sokon Matsamura refinó la mezcla de artes marciales nativas de Okinawa (Tegumi, To-de /tuidi / te) que le fue enseñada por su maestro To-De Sakugawa, mejorándola con técnicas y tácticas provenientes de los estilos chinos Pok Hok kuen ("estilo de la grulla"), Hsing yi ("boxeo de la voluntad"), y conceptos devenidos de la esgrima japonesa de sable clásica o (Kenjutsu). No le dio un nombre a esta mezcla de estilos, más que el genérico "te" cosa que haría su discípulo, el maestro Yasutsune Itosu en 1903.
Matsumura protegió al último rey de Okinawa, Sho tai, antes del inicio del periodo Meiji, a mediados del siglo XIX. Su alumno directo, el maestro Yasutsune Itosu fue asimismo secretario e intérprete del rey, en la ciudad fortaleza de Shuri. Dio origen al Shuri-Te en 1905 después de la muerte de Sho Tai. Itosu a su vez fue maestro de varios de los maestros fundadores de diferentes variantes de la rama del karate que hoy se conoce como Shorin Ryu y de los fundadores de los estilos de karatedo japonés Gichin Funakoshi (quien originó el estilo Shotokan) y Kenwa Mabuni (creador del estilo Shito Ryu), si bien el Shito Ryu es un estilo de karatedo originalmente okinawense, luego desarrollado en Japón tras la conquista de Okinawa.

## Características
Los guerreros nobles de la isla o Pechin basaron su arte marcial en:
- La influencia japonesa por la esgrima clásica con sable o kenjutsu (en concreto en el estilo Jigen Ryu) y el método de autodefensa jujutsu practicados por los samurái invasores del clan Satsuma.
- Las técnicas derivadas de la lucha cuerpo a cuerpo indígena de Okinawa o tegumi.
- Las artes marciales chinas o Kung Fu/Chuan Fa/Kempo (especialmente los  estilos "Hsing Yi chuan" o boxeo de la voluntad o de la mente, el estilo de la grulla o cigüeña blanca, o pok hok kuen, y el estilo puño de monje o siu lum quan fa)

El estilo de karate Shuri-Te se basó fundamentalmente en golpes a puntos vulnerables y/o vitales, algunas sujeciones y luxaciones en pie, golpes rectos definitivos o con torque y defensas en ángulo.
Sus principales técnicas son ejecutadas con rapidez y fuerza, buscando con impaciencia un solo golpe letal, a semejanza del corte o estocada de un sable, evitando así ser sujetado, retenido y capturado por posibles adversarios, asesinos o invasores. El Shuri Te se define también por golpes repentinos a mano abierta, golpes con los antebrazos y patadas rectas y angulares bajas.
Es importante notar que el Shuri-Te incluía tácticas y estrategias utilizadas por los guardaespaldas del rey de Okinawa, y que pueden ser vistas aún hoy día, que buscan la protección, el despeje de la zona, la reacción y la evacuación del protegido / o VIP. Estas aún hoy día se pueden apreciar en los bunkai (análisis e interpretaciones)de los embusen (recorridos y desplazamientos) las kata (formas tradicionales) incluidas en varios de los estilos actuales del karate como el estilo Shorin Ryu de Okinawa y los estilos descendientes de estos (desarrollados en Japón) como Shotokan, Wadō-ryū; mientras que los estilos Goju Ryu y Uechi Ryū son más cercanos al Naha-Te; siendo Shito Ryu (Okinawa-Japón) el estilo que busca seguir tanto la rama Shuri-te como la Naha-te .